# György Doros
György Doros (ur. 2 kwietnia 1890 w Székelyudvarhely, zm. 6 sierpnia 1945 w Budapeszcie) – węgierski prawnik i szermierz, brązowy medalista mistrzostw świata.
Podczas mistrzostw świata w Liège w 1930 roku (oficjalnie zawody tego cyklu rozgrywane są pod tą nazwą dopiero od 1937) wywalczył brązowy medal w szabli indywidualnej. W zawodach tych wyprzedzili go tylko dwaj rodacy: György Piller i Attila Petschauer. 
Uczestniczył w Olimpijskim Konkursie Sztuki i Literatury 1932 w kategorii literatury, odbywającym się podczas igrzysk olimpijskich w Los Angeles. 
W okresie międzywojennym był członkiem Węgierskiego Związku Szermierki. W czasie II wojny światowej popierał kolaborujących z III Rzeszą strzałokrzyżowców. Przez to, po zakończeniu wojny, zakazano mu wykonywania zawodu prawnika. 6 sierpnia 1945 popełnił samobójstwo, zatruwając siebie i żonę gazem.